# Ями
Ями (на старотюркски:  ) е каган на Източнотюркския каганат, управлявал през 603 – 608 година.
Син на кагана Бага, той се обявява за каган след смъртта на Тулан през 599 година, но в действителност живее в подкрепящата го империя Суй. След смъртта на Тарду през 603 година успява да наложи властта си в източните части на каганата, с което той окончателно се разделя на източна и западна част.
Ями умира през 608 година и е наследен от сина си Шиби.